# Ялинівська сільська рада (Летичівський район)
Яли́нівська сільська́ ра́да — адміністративно-територіальна одиниця та орган місцевого самоврядування в Летичівському районі Хмельницької області. Адміністративний центр — село Ялинівка.

## Загальні відомості
Ялинівська сільська рада утворена в 1944 році.
- Територія ради: 52,17 км²
- Населення ради: 1 328 осіб (станом на 2001 рік)

## Населені пункти
Сільській раді підпорядковані населені пункти:
- с. Ялинівка
- с. Вербка
- с. Лісо-Березівка
- с. Москалівка
- с. Новомиколаївка
- с. Розсохувата

## Склад ради
Рада складається з 16 депутатів та голови.
- Голова ради: Пастухова Ганна Антонівна
- Секретар ради: Козубівська Валентина Степанівна

### Керівний склад попередніх скликань
| Прізвище, ім'я, по батькові | Основні відомості                                                               | Дата обрання | Дата звільнення |
| --------------------------- | ------------------------------------------------------------------------------- | ------------ | --------------- |
| Пастухова Ганна Антонівна   | Сільський голова, 1956 року народження, освіта середня спеціальна               | 26.03.2006   | 31.10.2010      |
| Пастухова Ганна Антонівна   | Сільський голова, 1956 року народження, освіта середня спеціальна, позапартійна | 31.10.2010   |                 |

Примітка: таблиця складена за даними сайту Верховної Ради України

### Депутати
За результатами місцевих виборів 2010 року депутатами ради стали:

#### За суб'єктами висування
| Суб'єкт висування                       | Кількість обраних депутатів | %    |
| --------------------------------------- | --------------------------- | ---- |
| Партія регіонів                         | 10                          | 62,5 |
| Народна партія                          | 3                           | 18,8 |
| Політична партія «Українська платформа» | 3                           | 18,8 |

#### За округами
| № округу                                | Прізвище, ім'я, по батькові       | Дата визнання обраним | Освіта             | Партійна приналежність | Відомості про обраного депутата                          |
| --------------------------------------- | --------------------------------- | --------------------- | ------------------ | ---------------------- | -------------------------------------------------------- |
| Народна Партія                          |                                   |                       |                    |                        |                                                          |
| 7                                       | Мосур Ніна Іванівна               | 03.11.2010            | вища               | позапартійна           | Ялинівська сільська рада, бухгалтер                      |
| 10                                      | Мельничук Оксана Анатоліївна      | 03.11.2010            | вища               | позапартійна           | Ялинівська сільська рада, землевпорядник                 |
| 12                                      | Любчик Ірина Іванівна             | 03.11.2010            | вища               | член Народної партії   | Соціальний працівник, летичівський територіальний центр  |
| Партія регіонів                         |                                   |                       |                    |                        |                                                          |
| 1                                       | Темер Віктор Валентинович         | 03.11.2010            | вища               | позапартійний          | Ялинівська загальноосвітня школа І-ІІ ст., вчитель       |
| 3                                       | Юрець Тетяна Миколаївна           | 03.11.2010            | середня            | позапартійна           | Відділення зв'язку с. Ялинівка, завідувачка              |
| 4                                       | Ганжій Володимир Васильович       | 03.11.2010            | середня спеціальна | позапартійний          | Вербецька загальноосвітня школа І-ІІ ст., вчитель        |
| 5                                       | Горбатюк Світлана Іванівна        | 03.11.2010            | середня            | позапартійна           | тимчасово не працює                                      |
| 6                                       | Козубівська Валентина Степанівна  | 03.11.2010            | вища               | позапартійна           | Ялинівська сільська рада, секретар                       |
| 8                                       | Українець Ольга Іванівна          | 03.11.2010            | вища               | позапартійна           | Вербецька загальноосвітня школа І-ІІ ст., директор школи |
| 9                                       | Цвіра Галина Дмитрівна            | 03.11.2010            | середня спеціальна | позапартійна           | тимчасово не працює                                      |
| 11                                      | Чучвера Микола Іванович           | 03.11.2010            | середня            | позапартійний          | пенсіонер                                                |
| 15                                      | Паславський Михайло Володимирович | 03.11.2010            | середня            | член Партії регіонів   | тимчасово не працює                                      |
| 16                                      | Лесько Василь Васильович          | 03.11.2010            | середня            | член Партії регіонів   | тимчасово не працює                                      |
| Політична партія «Українська платформа» |                                   |                       |                    |                        |                                                          |
| 2                                       | Цвіра Ніна Іванівна               | 03.11.2010            | вища               | позапартійна           | Майдан-Вербецька загальноосвітня школа І-ІІ ст., вчитель |
| 13                                      | Ружанський Леонід Францович       | 03.11.2010            | вища               | позапартійний          | Майдан-Вербецька загальноосвітня школа І-ІІ ст., вчитель |
| 14                                      | Антощук Олександр Миколайович     | 03.11.2010            | середня            | член Народної партії   | Відділення зв'язку с. Ялинівка, листоноша                |